# Kerns
Kerns és un municipi del cantó d'Obwalden (Suïssa).